# Raúl Alfredo Galván
Raúl Alfredo Galván (Famatina, 20 de enero de 1936) es un abogado y político argentino perteneciente a la Unión Cívica Radical (UCR), que fungió como diputado y senador nacional por la provincia de La Rioja en varios períodos. Fue también candidato radical a la gobernación riojana en las elecciones de 1983 y 1995, quedando en ambas en segundo lugar ante el candidato justicialista.
En el ámbito profesional, fue profesor de Derecho Público en la Universidad Nacional de la Rioja y profesor adjunto de Derecho Político, en la Universidad de Buenos Aires. En el ámbito político, fue presidente del Comité Provincial de la UCR de La Rioja en varias ocasiones. A nivel nacional fue Secretario del Comité Nacional del radicalismo durante los liderazgos de Ricardo Balbín y Raúl Alfonsín. En las elecciones provinciales de 1963, fue elegido diputado provincial por la Unión Cívica Radical del Pueblo (UCRP) para el período 1963-1967, período durante el cual fue presidente del bloque oficialista, siendo gobernador Juan José de Caminos. Su período fue interrumpido por el golpe de Estado del 28 de junio de 1966.
Al realizarse nuevamente elecciones en 1973, Galván fue elegido diputado nacional por La Rioja, esta vez para el período 1973-1977. Nuevamente su mandato fue interrumpido por la disolución de la legislatura, al producirse un nuevo golpe de Estado.
Con la restauración de la democracia, en 1983, Galván fue candidato a gobernador en las elecciones provinciales, siendo derrotado por Carlos Menem, del Partido Justicialista (PJ). Durante el gobierno de Alfonsín, Galván fue Subsecretario del Ministerio del Interior desde 1983 hasta 1986. A nivel provincial, sería uno de los principales dirigentes opositores a la administración menemista en la provincia, y posteriormente, al ser elegido Menem presidente de la Nación Argentina, a nivel nacional. Fue nuevamente elegido diputado nacional para el período 1991-1995, hasta el 10 de diciembre de ese año, luego de haber ejercido hasta entonces como presidente de la bancada radical desde 1993. Ese mismo año fue candidato a gobernador nuevamente, resultando derrotado ampliamente. Al mismo tiempo fue elegido Senador por la minoría de La Rioja, cargo que ocupó hasta la expiración de su mandato en 2001. Durante su período en el Senado, encabezó la comisión de juicio político, y fue vicepresidente de las comisiones de Acuerdos y de Esclarecimiento del Atentado de la AMIA.